# 飛騨外縁構造線

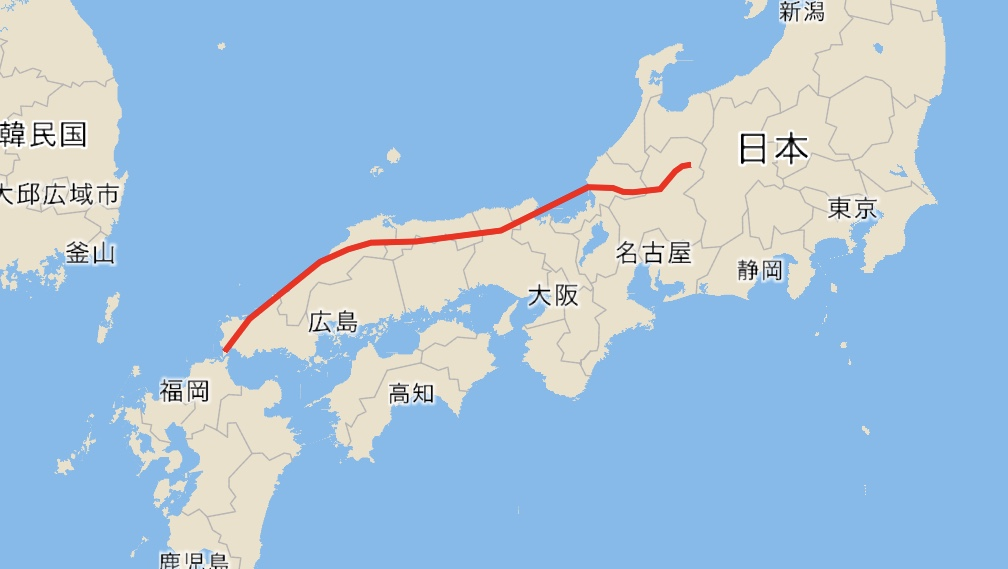
■おおよその構造線の位置

飛騨外縁構造線（ひだがいえんこうぞうせん）とは、大陸地塊と西南日本内帯との境界をなす中央構造線と並ぶ長大な構造線である。
中部地方の飛騨帯の外縁をなし、東端は糸魚川静岡構造線付近、西端は長門付近まで続いていることから、長門-飛騨外縁構造線（英: Nagato-Hida marginal Tectonic Line)とも呼ばれる。